# X.21
Lo standard X.21 definisce un protocollo libero (free) d'interfaccia seriale sincrona. Le prime specifiche CCITT risalgono al 1978.
L'interfaccia è attualmente definita dalle raccomandazioni ITU.

## Esempi di utilizzo
- Protocollo per Modem su linea dedicata (rame-ottica-wireless, ecc.)
- Protocollo per Controllori di processo (PCS-Process Control system), PLC evoluti e strumentazione digitale in genere con sistemi di acquisizione dati, stazioni di supervisione/telecontrollo industriali.

Risulta particolarmente sicuro data la tipologia dei controlli (doppio controllo) di corretta trasmissione, effettuati.
È molto utilizzato negli impianti di processo industriali caratterizzati da un "grosso" flusso di dati e da un elevato livello di affidabilità.